# Polen op het wereldkampioenschap voetbal 2006
Polen heeft bij het Wereldkampioenschap voetbal 2006 voor de zevende keer in de historie deelgenomen. Tot twee keer toe wist Polen de halve finale te behalen en eindigde het Oost-Europese land uiteindelijk als derde. De laatste keer dat Polen deelnam was in 2002, toen de ploeg strandde in de groepsfase.

## Kwalificatie
Als lid van de UEFA speelde Polen in de zesde van acht groepen waarin alle landen deelnamen. Elk land ontmoette elkaar in zowel een thuis- als een uitwedstrijd, de groepsindeling was aan de hand van resultaten in het verleden en een daaraan gekoppelde loting bepaald. Alleen de groepswinnaar zou zich rechtstreeks kwalificeren, terwijl de nummer twee het zou mogen opnemen tegen een nummer twee uit een andere groep, mits dat land het best geklasseerde land op de tweede plaats was, ook dan was rechtstreekse kwalificatie een feit.
In een groep met onder andere Engeland en Oostenrijk leek Polen maximaal te moeten strijden voor de tweede plaats in de groep. Niets was minder waar en dankzij het constante spel stond men na acht overwinningen en een nederlaag tegen Engeland toch twee punten voor op de Engelsen. In de laatste kwalificatiewedstrijd ontmoetten beide landen elkaar in een rechtstreeks duel voor directe kwalificatie. Opnieuw was Engeland de winnaar van de wedstrijd, waardoor zij de eerste plaats wisten te bemachtigen. Nadat alle andere groepen eveneens al hun wedstrijden hadden afgewerkt bleek Polen tot de twee best geklasseerde nummers 2 te horen, waardoor een play-off duel werd vermeden.

### Wedstrijden
|                                            |               |                                                             |       |                                                                               |
| 4 september 2004 WK-kwalificatie 16:00 uur | Noord-Ierland | 0 – 3                                                       | Polen | Windsor Park, Belfast Toeschouwers: 14.000 Scheidsrechter: Jan Wegereef (NED) |
| 4 september 2004 WK-kwalificatie 16:00 uur |               | 4' Maciej Żurawski 37' Piotr Włodarczyk 57' Jacek Krzynówek |       | Windsor Park, Belfast Toeschouwers: 14.000 Scheidsrechter: Jan Wegereef (NED) |

|                                            |                     |       |                                                 |                                                                                   |
| 8 september 2004 WK-kwalificatie 20:30 uur | Polen               | 1 – 2 | Engeland                                        | Stadion Śląski, Chorzów Toeschouwers: 45.000 Scheidsrechter: Stefano Farina (ITA) |
| 8 september 2004 WK-kwalificatie 20:30 uur | Maciej Żurawski 48' |       | 37' Jermain Defoe 58' (e.d.) Arkadiusz Głowacki | Stadion Śląski, Chorzów Toeschouwers: 45.000 Scheidsrechter: Stefano Farina (ITA) |

|                                          |                   |       |                                                               |                                                                                        |
| 9 oktober 2004 WK-kwalificatie 20:30 uur | Oostenrijk        | 1 – 3 | Polen                                                         | Ernst-Happel-Stadion, Wenen Toeschouwers: 46.100 Scheidsrechter: Lucílio Batista (POR) |
| 9 oktober 2004 WK-kwalificatie 20:30 uur | Markus Schopp 30' |       | 9' Radosław Kałużny 79' Jacek Krzynówek 90' Tomasz Frankowski | Ernst-Happel-Stadion, Wenen Toeschouwers: 46.100 Scheidsrechter: Lucílio Batista (POR) |

|                                           |                                      |       |                                                               |                                                                                   |
| 13 oktober 2004 WK-kwalificatie 21:00 uur | Wales                                | 2 – 3 | Polen                                                         | Millennium Stadium, Cardiff Toeschouwers: 74.000 Scheidsrechter: Alain Sars (FRA) |
| 13 oktober 2004 WK-kwalificatie 21:00 uur | Robert Earnshaw 55' John Hartson 90' |       | 72' Tomasz Frankowski 81' Maciej Żurawski 85' Jacek Krzynówek | Millennium Stadium, Cardiff Toeschouwers: 74.000 Scheidsrechter: Alain Sars (FRA) |

|                                         | |       |              |                                                                                                  |
| 26 maart 2005 WK-kwalificatie 18:00 uur | Polen | 8 – 0 | Azerbeidzjan | Stadion Wojska Polskiego, Warschau Toeschouwers: 10.000 Scheidsrechter: Nicolai Vollquartz (DEN) |
| 26 maart 2005 WK-kwalificatie 18:00 uur | Tomasz Frankowski 12' Aftandil Hadjiev 16' (e.d.) Kamil Kosowski 41' Tomasz Frankowski 63' Tomasz Frankowski 67' Jacek Krzynówek 73' Marek Saganowski 85' Marek Saganowski 90' |       |              | Stadion Wojska Polskiego, Warschau Toeschouwers: 10.000 Scheidsrechter: Nicolai Vollquartz (DEN) |

|                                         |                     |       |               |                                                                                                |
| 30 maart 2005 WK-kwalificatie 20:00 uur | Polen               | 1 – 0 | Noord-Ierland | Stadion Wojska Polskiego, Warschau Toeschouwers: 15.000 Scheidsrechter: Peter Fröjdfeldt (SWE) |
| 30 maart 2005 WK-kwalificatie 20:00 uur | Maciej Żurawski 86' |       |               | Stadion Wojska Polskiego, Warschau Toeschouwers: 15.000 Scheidsrechter: Peter Fröjdfeldt (SWE) |

|                                       |              |                                                           |       |                                                                                           |
| 4 juni 2005 WK-kwalificatie 17:00 uur | Azerbeidzjan | 0 – 3                                                     | Polen | Tofikh Bakhramov Stadion, Bakoe Toeschouwers: 8.000 Scheidsrechter: Alberto Undiano (ESP) |
| 4 juni 2005 WK-kwalificatie 17:00 uur |              | 28' Tomasz Frankowski 57' Tomasz Kłos 79' Maciej Żurawski |       | Tofikh Bakhramov Stadion, Bakoe Toeschouwers: 8.000 Scheidsrechter: Alberto Undiano (ESP) |

|                                            |                                                               |       |                                 |                                                                                      |
| 3 september 2005 WK-kwalificatie 20:30 uur | Polen                                                         | 3 – 2 | Oostenrijk                      | Stadion Śląski, Chorzów Toeschouwers: 45.000 Scheidsrechter: Massimo De Santis (ITA) |
| 3 september 2005 WK-kwalificatie 20:30 uur | Euzebiusz Smolarek 13' Kamil Kosowski 23' Maciej Żurawski 68' |       | 61' Roland Linz 80' Roland Linz | Stadion Śląski, Chorzów Toeschouwers: 45.000 Scheidsrechter: Massimo De Santis (ITA) |

|                                            |                            |       |       |                                                                                               |
| 7 september 2005 WK-kwalificatie 20:30 uur | Polen                      | 1 – 0 | Wales | Stadion Wojska Polskiego, Warschau Toeschouwers: 14.000 Scheidsrechter: Claus Bo Larsen (DEN) |
| 7 september 2005 WK-kwalificatie 20:30 uur | Maciej Żurawski 54' (pen.) |       |       | Stadion Wojska Polskiego, Warschau Toeschouwers: 14.000 Scheidsrechter: Claus Bo Larsen (DEN) |

|                                           |                                    |       |                       |                                                                                        |
| 12 oktober 2005 WK-kwalificatie 20:45 uur | Engeland                           | 2 – 1 | Polen                 | Old Trafford, Manchester Toeschouwers: 65.467 Scheidsrechter: Kim Milton Nielsen (DEN) |
| 12 oktober 2005 WK-kwalificatie 20:45 uur | Michael Owen 43' Frank Lampard 80' |       | 45' Tomasz Frankowski | Old Trafford, Manchester Toeschouwers: 65.467 Scheidsrechter: Kim Milton Nielsen (DEN) |

### Eindstand
| Land          | Wed | Win | Gel | Ver | DV | DT | +/- | Pnt |
| ------------- | --- | --- | --- | --- | -- | -- | --- | --- |
| Engeland      | 10  | 8   | 1   | 1   | 17 | 5  | +12 | 25  |
| Polen         | 10  | 8   | 0   | 2   | 27 | 9  | +18 | 24  |
| Oostenrijk    | 10  | 4   | 3   | 3   | 15 | 12 | +3  | 15  |
| Noord-Ierland | 10  | 2   | 3   | 5   | 10 | 18 | –8  | 9   |
| Wales         | 10  | 2   | 2   | 6   | 10 | 15 | –5  | 8   |
| Azerbeidzjan  | 10  | 0   | 3   | 7   | 1  | 21 | –21 | 3   |

### Ranglijst tweede plaatsen
| Land        | Wed | Win | Gel | Ver | DV | DT | +/- | Pnt |
| ----------- | --- | --- | --- | --- | -- | -- | --- | --- |
| Zweden      | 10  | 8   | 0   | 2   | 30 | 4  | +26 | 24  |
| Polen       | 10  | 8   | 0   | 2   | 27 | 9  | +18 | 24  |
| Tsjechië    | 10  | 7   | 0   | 3   | 23 | 11 | +12 | 21  |
| Spanje      | 10  | 5   | 5   | 0   | 19 | 3  | +16 | 20  |
| Zwitserland | 10  | 4   | 6   | 0   | 18 | 7  | +11 | 18  |
| Noorwegen   | 10  | 5   | 3   | 2   | 12 | 7  | +5  | 18  |
| Slowakije   | 10  | 5   | 5   | 1   | 17 | 7  | +10 | 17  |
| Turkije     | 10  | 4   | 5   | 1   | 13 | 9  | +4  | 17  |

## Oefeninterlands
Polen speelde zes oefeninterlands in de aanloop naar het WK voetbal in Duitsland.

|                                          |       |                   |                  |                                                                                                   |
| 1 maart 2006 Vriendschappelijk 20:00 uur | Polen | 0 – 1             | Verenigde Staten | Fritz-Walter-Stadion, Kaiserslautern Toeschouwers: 13.395 Scheidsrechter: Thorsten Kinhöfer (GER) |
| 1 maart 2006 Vriendschappelijk 20:00 uur |       | 48' Clint Dempsey |                  | Fritz-Walter-Stadion, Kaiserslautern Toeschouwers: 13.395 Scheidsrechter: Thorsten Kinhöfer (GER) |

|                                           |                          |       |                                  |                                                                                               |
| 28 maart 2006 Vriendschappelijk 19:45 uur | Saoedi-Arabië            | 1 – 2 | Polen                            | Prince Faisal bin Fahd Stadion, Riyad Toeschouwers: 2.000 Scheidsrechter: Ali Al-Mutlaq (KSA) |
| 28 maart 2006 Vriendschappelijk 19:45 uur | Redha Tukar Fallatah 27' |       | 7' Łukasz Sosin 63' Łukasz Sosin | Prince Faisal bin Fahd Stadion, Riyad Toeschouwers: 2.000 Scheidsrechter: Ali Al-Mutlaq (KSA) |

|                                        |       |                       |          |                                                                                  |
| 2 mei 2006 Vriendschappelijk 20:00 uur | Polen | 0 – 1                 | Litouwen | GKS Stadion, Bełchatów Toeschouwers: 5.500 Scheidsrechter: Emil Božinovski (MKD) |
| 2 mei 2006 Vriendschappelijk 20:00 uur |       | 14' Andrius Gedgaudas |          | GKS Stadion, Bełchatów Toeschouwers: 5.500 Scheidsrechter: Emil Božinovski (MKD) |

|                                         |                                                                                 |       |         |                                                                                 |
| 14 mei 2006 Vriendschappelijk 17:25 uur | Polen                                                                           | 4 – 0 | Faeröer | Stadion Główny, Wronki Toeschouwers: 3.500 Scheidsrechter: Arkadiusz Prus (USA) |
| 14 mei 2006 Vriendschappelijk 17:25 uur | Sebastian Mila 15' Grzegorz Rasiak 48' Marek Saganowski 73' Grzegorz Rasiak 84' |       |         | Stadion Główny, Wronki Toeschouwers: 3.500 Scheidsrechter: Arkadiusz Prus (USA) |

|                                         |                    |       |                                     |                                                                                |
| 30 mei 2006 Vriendschappelijk 18:00 uur | Polen              | 1 – 2 | Colombia                            | Stadion Śląski, Chorzów Toeschouwers: 40.000 Scheidsrechter: Zsolt Szabó (HON) |
| 30 mei 2006 Vriendschappelijk 18:00 uur | Ireneusz Jeleń 90' |       | 19' Elkin Murillo 63' Luis Martínez | Stadion Śląski, Chorzów Toeschouwers: 40.000 Scheidsrechter: Zsolt Szabó (HON) |

|                                         |                        |       |         |                                                                                     |
| 3 juni 2006 Vriendschappelijk 17:30 uur | Polen                  | 1 – 0 | Kroatië | Volkswagen-Arena, Wolfsburg Toeschouwers: 8.000 Scheidsrechter: Florian Meyer (GER) |
| 3 juni 2006 Vriendschappelijk 17:30 uur | Euzebiusz Smolarek 54' |       |         | Volkswagen-Arena, Wolfsburg Toeschouwers: 8.000 Scheidsrechter: Florian Meyer (GER) |

## Selectie
Caps en goals corresponderend met situatie voorafgaand aan toernooi
| Nummer / Naam  | Nummer / Naam       | Geboortedatum | Caps | Goals | Club                 | Duels | Goal | Kreeg geel | Kreeg voor de tweede keer geel en dus rood | Weggestuurd |
| Doel           | Doel                | Doel          | Doel | Doel  | Doel                 | Doel  | Doel | Doel       | Doel                                       | Doel        |
| -------------- | ------------------- | ------------- | ---- | ----- | -------------------- | ----- | ---- | ---------- | ------------------------------------------ | ----------- |
| 1              | Artur Boruc         | 20/02/1980    | 17   | 0     | Celtic FC            | 3     | 0    | 2          | 0                                          | 0           |
| 12             | Tomasz Kuszczak     | 23/03/1982    | 4    | 0     | West Bromwich Albion | 0     | 0    | 0          | 0                                          | 0           |
| 22             | Łukasz Fabiański    | 18/04/1985    | 2    | 0     | Legia Warszawa       | 0     | 0    | 0          | 0                                          | 0           |
| Verdediging    |                     |               |      |       |                      |       |      |            |                                            |             |
| 2              | Mariusz Jop         | 03/08/1978    | 12   | 0     | FK Moskou            | 1     | 0    | 0          | 0                                          | 0           |
| 3              | Seweryn Gancarczyk  | 22/11/1981    | 2    | 0     | Metalist Charkov     | 0     | 0    | 0          | 0                                          | 0           |
| 4              | Marcin Baszczyński  | 07/06/1977    | 32   | 1     | Wisła Kraków         | 3     | 0    | 1          | 0                                          | 0           |
| 6              | Jacek Bąk           | 24/03/1973    | 72   | 2     | Al Rayyan Club       | 3     | 0    | 1          | 0                                          | 0           |
| 14             | Michał Żewłakow     | 22/04/1976    | 56   | 1     | RSC Anderlecht       | 3     | 0    | 1          | 0                                          | 0           |
| 17             | Dariusz Dudka       | 09/12/1983    | 7    | 0     | Wisła Kraków         | 1     | 0    | 0          | 0                                          | 0           |
| 18             | Mariusz Lewandowski | 18/05/1979    | 25   | 1     | Sjachtar Donetsk     | 2     | 0    | 0          | 0                                          | 0           |
| 19             | Bartosz Bosacki     | 20/12/1975    | 11   | 0     | Lech Poznań          | 2     | 2    | 0          | 0                                          | 0           |
| Middenveld     |                     |               |      |       |                      |       |      |            |                                            |             |
| 5              | Kamil Kosowski      | 30/08/1977    | 45   | 4     | Southampton          | 1     | 0    | 0          | 0                                          | 0           |
| 7              | Radosław Sobolewski | 13/12/1976    | 19   | 1     | Wisła Kraków         | 2     | 0    | 0          | 1                                          | 0           |
| 8              | Jacek Krzynówek     | 15/05/1976    | 58   | 9     | Bayer Leverkusen     | 3     | 0    | 1          | 1                                          | 0           |
| 10             | Mirosław Szymkowiak | 12/11/1976    | 29   | 3     | Trabzonspor          | 2     | 0    | 0          | 0                                          | 0           |
| 13             | Sebastian Mila      | 10/07/1982    | 28   | 6     | Austria Wien         | 0     | 0    | 0          | 0                                          | 0           |
| 15             | Ebi Smolarek        | 09/01/1981    | 13   | 4     | Borussia Dortmund    | 3     | 0    | 1          | 0                                          | 0           |
| 16             | Arkadiusz Radomski  | 27/06/1977    | 20   | 0     | Austria Wien         | 3     | 0    | 1          | 0                                          | 0           |
| 20             | Piotr Giza          | 28/02/1980    | 4    | 0     | Cracovia Kraków      | 0     | 0    | 0          | 0                                          | 0           |
| Aanval         |                     |               |      |       |                      |       |      |            |                                            |             |
| 9              | Maciej Żurawski     | 12/09/1976    | 50   | 15    | Celtic FC            | 3     | 0    | 0          | 0                                          | 0           |
| 11             | Grzegorz Rasiak     | 12/01/1979    | 30   | 8     | Southampton FC       | 1     | 0    | 2          | 0                                          | 0           |
| 21             | Ireneusz Jeleń      | 09/04/1981    | 9    | 2     | Wisła Płock          | 3     | 0    | 0          | 0                                          | 0           |
| 23             | Paweł Brożek        | 21/04/1983    | 4    | 1     | Wisła Kraków         | 3     | 0    | 0          | 0                                          | 0           |
| Bondscoach     |                     |               |      |       |                      |       |      |            |                                            |             |
| Vlag van Polen | Paweł Janas         | 04/03/1953    |      |       |                      |       |      |            |                                            |             |

## WK-wedstrijden

### Groep A
|                               |       |           |                                        |                                                                                       |
| 9 juni WK-eindronde 21:00 uur | Polen | 0 – 2     | Ecuador                                | Veltins-Arena, Gelsenkirchen Toeschouwers: 65.000 Scheidsrechter: Toru Kamikawa (JPN) |
| 9 juni WK-eindronde 21:00 uur |       | (details) | 24' Carlos Tenorio 80' Agustín Delgado | Veltins-Arena, Gelsenkirchen Toeschouwers: 65.000 Scheidsrechter: Toru Kamikawa (JPN) |

|                                |                       |           |       |                                                                                             |
| 14 juni WK-eindronde 21:00 uur | Duitsland             | 1 – 0     | Polen | Westfalenstadion, Dortmund Toeschouwers: 65.000 Scheidsrechter: Luis Medina Cantalejo (ESP) |
| 14 juni WK-eindronde 21:00 uur | Oliver Neuville 90+1' | (details) |       | Westfalenstadion, Dortmund Toeschouwers: 65.000 Scheidsrechter: Luis Medina Cantalejo (ESP) |

|                                |                  |           |                                         |                                                                               |
| 20 juni WK-eindronde 16:00 uur | Costa Rica       | 1 – 2     | Polen                                   | AWD-Arena, Hannover Toeschouwers: 43.000 Scheidsrechter: Shamsul Maidin (SIN) |
| 20 juni WK-eindronde 16:00 uur | Ronald Gómez 25' | (details) | 33' Bartosz Bosacki 66' Bartosz Bosacki | AWD-Arena, Hannover Toeschouwers: 43.000 Scheidsrechter: Shamsul Maidin (SIN) |

### Eindstand
| Land       | Wed | Win | Gel | Ver | DV | DT | +/− | Pnt |
| ---------- | --- | --- | --- | --- | -- | -- | --- | --- |
| Duitsland  | 3   | 3   | 0   | 0   | 8  | 2  | 6   | 9   |
| Ecuador    | 3   | 2   | 0   | 1   | 5  | 3  | 2   | 6   |
| Polen      | 3   | 1   | 0   | 2   | 2  | 4  | –2  | 3   |
| Costa Rica | 3   | 0   | 0   | 3   | 3  | 9  | –6  | 0   |

Poolse voetbalbond · A-internationals · Selecties · Statistieken · Pools vrouwenelftal · Olympisch elftal · Polen U21 · Polen U20 · Polen U19 · Polen U18 · Polen U17 · Polen U16
1921 – 1929 ·
1930 – 1939 ·
1940 – 1949 ·
1950 – 1959 ·
1960 – 1969 ·
1970 – 1979 ·
1980 – 1989 ·
1990 – 1999 ·
2000 – 2009 ·
2010 – 2019 ·
2020 – 2029
EK 2008 · 
EK 2012 · 
EK 2016 · 
EK 2020
WK 1938 ·
WK 1974 ·
WK 1978 ·
WK 1982 ·
WK 1986 ·
WK 2002 ·
WK 2006 ·
WK 2018
OS 1924 ·
OS 1936 ·
OS 1972 ·
OS 1976 ·
OS 1992
1921 · 
1922 · 
1923 · 
1924 · 
1925 · 
1926 · 
1927 · 
1928 · 
1929 · 
1930 · 
1931 · 
1932 · 
1933 · 
1934 · 
1935 · 
1936 · 
1937 · 
1938 · 
1939 · 
1940–1946 · 
1947 · 
1948 · 
1949 · 
1950 · 
1951 · 
1952 · 
1953 · 
1954 · 
1955 · 
1956 · 
1957 · 
1958 · 
1959 · 
1960 · 
1961 · 
1962 · 
1963 · 
1964 · 
1965 · 
1966 · 
1967 · 
1968 · 
1969 · 
1970 · 
1971 · 
1972 · 
1973 · 
1974 · 
1975 · 
1976 · 
1977 · 
1978 · 
1979 · 
1980 · 
1981 · 
1982 · 
1983 · 
1984 · 
1985 · 
1986 · 
1987 · 
1988 · 
1989 · 
1990 · 
1991 · 
1992 · 
1993 · 
1994 · 
1995 · 
1996 · 
1997 · 
1998 · 
1999 · 
2000 · 
2001 · 
2002 · 
2003 · 
2004 · 
2005 · 
2006 · 
2007 · 
2008 · 
2009 · 
2010 · 
2011 · 
2012 · 
2013 · 
2014 ·
2015 ·
2016 ·
2017 ·
2018 ·
2019 ·
2020 ·
2021
Albanië ·
Algerije ·
Andorra ·
Argentinië ·
Armenië ·
Australië ·
Azerbeidzjan ·
België ·
Bolivia ·
Bosnië en Herzegovina ·
Brazilië ·
Bulgarije ·
Canada ·
Chili ·
China ·
Colombia ·
Costa Rica ·
Cyprus ·
DDR ·
Denemarken ·
Duitsland ·
Ecuador ·
Egypte ·
Engeland ·
Estland ·
Faeröer · 
Finland ·
Frankrijk ·
Georgië ·
Gibraltar ·
Griekenland ·
Guatemala ·
Haïti ·
Hongarije ·
Ierland ·
India ·
Irak ·
Iran ·
Israël ·
Italië ·
Ivoorkust ·
IJsland ·
Japan ·
Joegoslavië ·
Kameroen ·
Kazachstan ·
Koeweit ·
Kroatië ·
Letland ·
Libië ·
Liechtenstein ·
Litouwen ·
Luxemburg ·
Marokko ·
Malta ·
Mexico ·
Moldavië ·
Montenegro ·
Nederland ·
Nieuw-Zeeland ·
Nigeria ·
Noord-Ierland ·
Noord-Korea ·
Noord-Macedonië ·
Noorwegen ·
Oekraïne ·
Oostenrijk ·
Peru ·
Portugal ·
Roemenië ·
Rusland ·
San Marino ·
Saoedi-Arabië · 
Schotland ·
Senegal ·
Servië ·
Servië en Montenegro · 
Singapore ·
Slovenië ·
Slowakije ·
Sovjet-Unie ·
Spanje ·
Thailand · 
Tsjechië ·
Tsjecho-Slowakije ·
Tunesië ·
Turkije ·
Uruguay ·
Verenigde Arabische Emiraten ·
Verenigde Staten ·
Wales ·
Wit-Rusland ·
Zuid-Afrika ·
Zuid-Korea ·
Zweden ·
Zwitserland
België (1982) ·
Colombia (2018) ·
Costa Rica (2006) ·
Duitsland (2006) ·
Duitsland (2008) ·
Duitsland (2016) ·
Ecuador (2006) ·
Frankrijk (1982) ·
Frankrijk (2022) ·
Griekenland (2012) ·
Italië (1982, 1) ·
Italië (1982, 2) ·
Japan (2018) ·
Kameroen (1982) ·
Kroatië (2008) ·
Noord-Ierland (2016) ·
Oostenrijk (2008) ·
Peru (1982) ·
Rusland (2012) ·
Senegal (2018) ·
Slowakije (2021) ·
Sovjet-Unie (1982) ·
Spanje (2021) ·
Tsjechië (2012) ·
Zweden (2021)